# Fran Jaklič
Fran Jaklič (6. prosince 1868 Podgorica – 31. prosince 1937 Lublaň) byl spisovatel a rakouský politik slovinské národnosti, na počátku 20. století poslanec Říšské rady.

## Biografie
Původní profesí byl učitelem. V letech 1881–1885 absolvoval tři třídy gymnázia v Lublani. Pak nastoupil na učitelský ústav, který ovšem opustil po třech letech v roce 1888. Roku 1889 nastoupil jako pomocný učitel. Později si doplnil učitelské zkoušky. Byl činný literárně. Publikoval prózy, ve kterých se zaměřoval na realistický popis slovinského a jihoslovanského venkova. Angažoval se v politice. Od roku 1900 do roku 1918 byl poslancem Kraňského zemského sněmu.
Na počátku 20. století se zapojil i do celostátní politiky. Ve volbách do Říšské rady roku 1907, konaných poprvé podle všeobecného a rovného volebního práva, získal mandát v Říšské radě (celostátní zákonodárný sbor) za obvod Kraňsko 10. Byl poslancem Slovinského klubu. Mandát obhájil za týž obvod i ve volbách do Říšské rady roku 1911. Usedl do Chorvatsko-slovinského klubu. V parlamentu setrval do zániku monarchie. K roku 1911 se profesně uvádí jako nadučitel.